# クリスティアン・ロペス
クリスティアン・ロペス・サンタマリア（Cristian López Santamaría、1989年4月27日 - ）は、スペインバレンシア州アリカンテ県クレヴィジェント出身のサッカー選手。ポジションはFW。CDエルデンセ所属。

## 経歴
2009年夏、レアル・マドリードのBチームであるレアル・マドリード・カスティージャに入団する。2011年1月、バレンシアCFのBチームに期限付き移籍をした。
2013年7月31日、ハダースフィールド・タウンFCと単年契約を結んだ。背番号は19番。これによりロペスはハダースフィールドの歴史上で初めてクラブに加入したスペイン人選手となった。
2014年3月14日、フットボールリーグ2のノーサンプトン・タウンFCに期限付き移籍。同年5月にハダースフィールドを退団した。
その後は一旦スペインに帰国するも、2015年6月にルーマニア1部のCFRクルジュと契約した。
2016年8月31日、リーグ・ドゥのRCランスと単年契約を結んで移籍した。
2018年8月31日、アンジェSCOに移籍金なしで加入。2年契約を締結した。
2019年8月19日、アラビアン・ガルフ・リーグのハッタ・クラブに1年契約で移籍した。
2020年3月1日、UDラス・パルマスに移籍した。
2020年8月26日、アリス・テッサロニキに2年契約で移籍した。
2022年8月8日、CDエルデンセにフリーで加入した。